# Карія (Японія)

Ка́рія (яп. 刈谷市, かりやし, МФА: [kaɾʲija ɕi̥]?) — місто в Японії, в префектурі Айті. Розташоване в центральній частині префектури.   Виникло на основі призамкового містечка самурайського роду Мідзуно. Отримало статус міста 1950 року. Площа становить 50,45 км². Станом на 1 серпня 2011 року населення складало 145 927  осіб, густота населення — 2890 осіб/км².  Основою економіки є автомобілебудування, металургія, машинобудування, комерція, туризм. Традиційні ремесла — гончарство і шовківництво. В місті розташовані руїни замку Карія, археологічні пам'ятки. 

## Географія
Карія розташована у південній частині префектури Айті, у західній частині історичної провінції Мікава. По річці Сакай місто межує з оварійськими містами Обу та Тойоаке.

## Історія
Карія була заснована у першій половині 16 століття, на основі призамкового містечка самурайського роду Мідзуно. Протягом періоду Едо (1603–1867) вона була столицею автономного уділу Карія-хан, доходом 23 тисяч коку. 1 квітня 1950 року містечко Карія отримало статус міста. 1955 року воно поглинуло сусіднє село Фудзімацу та частину села Йосамі.

## Економіка
Основою господарства Карії є підприємства вторинного сектору економіки. Поштовхом до їхнього розвитку стало спорудження у 1888 році залізничної станції Карія, довкола якої виникли промислові квартали. Головною галуззю економіки є автомобільна, сталеливарна та машинобудівна промисловості. Більшість компаній міста належать корпорації Тойота. До традиційних ремесел Карії 17 — 19 століття відносять гончарство та шовківництво.

## Транспорт

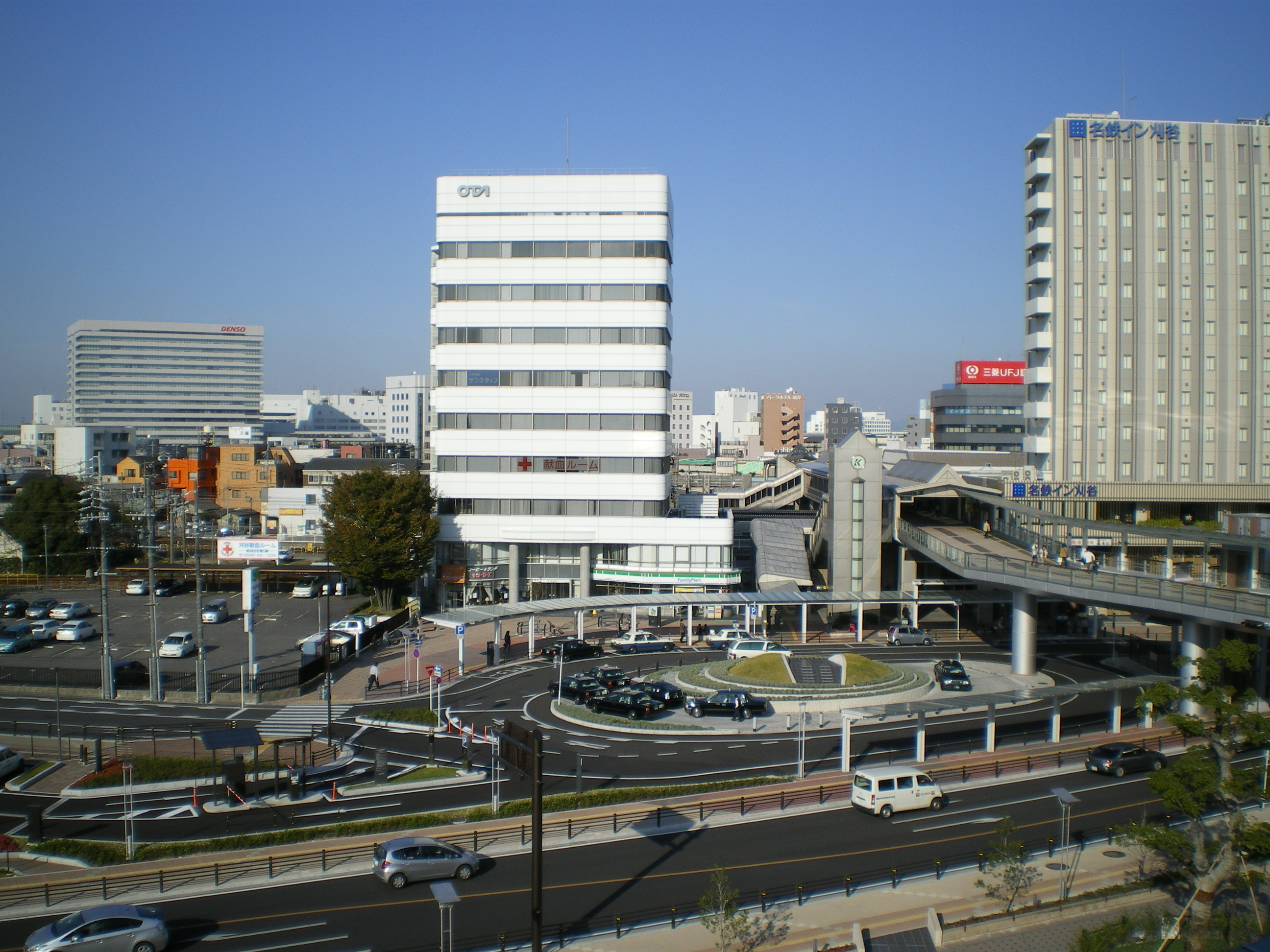
Околиці залізничної станції Карія.

Карія є великим транспорним вузлом Центральної-Східної Японії. Через місто проходить лінія Токайдо залізниці JR, головна та мікавська лінії Наґойської залізниці, державні автошляхи № 1, № 23, № 155 та № 419.

## Освіта
- Айтівський педагогічний університет

## Культура
У районі Іґая розташований парк Сухара. Поруч лежить ставок Кодзуцумі-Нісі, на берегах якого ростуть дикі півники, пам'ятка природи Японії. В кварталі Сумійосі знаходиться міський музей мистецтв. У центральній частині міста розташований парк Черепашого замку. Він названий за прізвиськом самурайської цитаделі, спорудженої в Карії 1533 року місцевим володарем Мідзуно Тадамасою. Крім цього на території міста відкрито багато неолітичних мушлевих насипів період Джьомон.

## Квартали

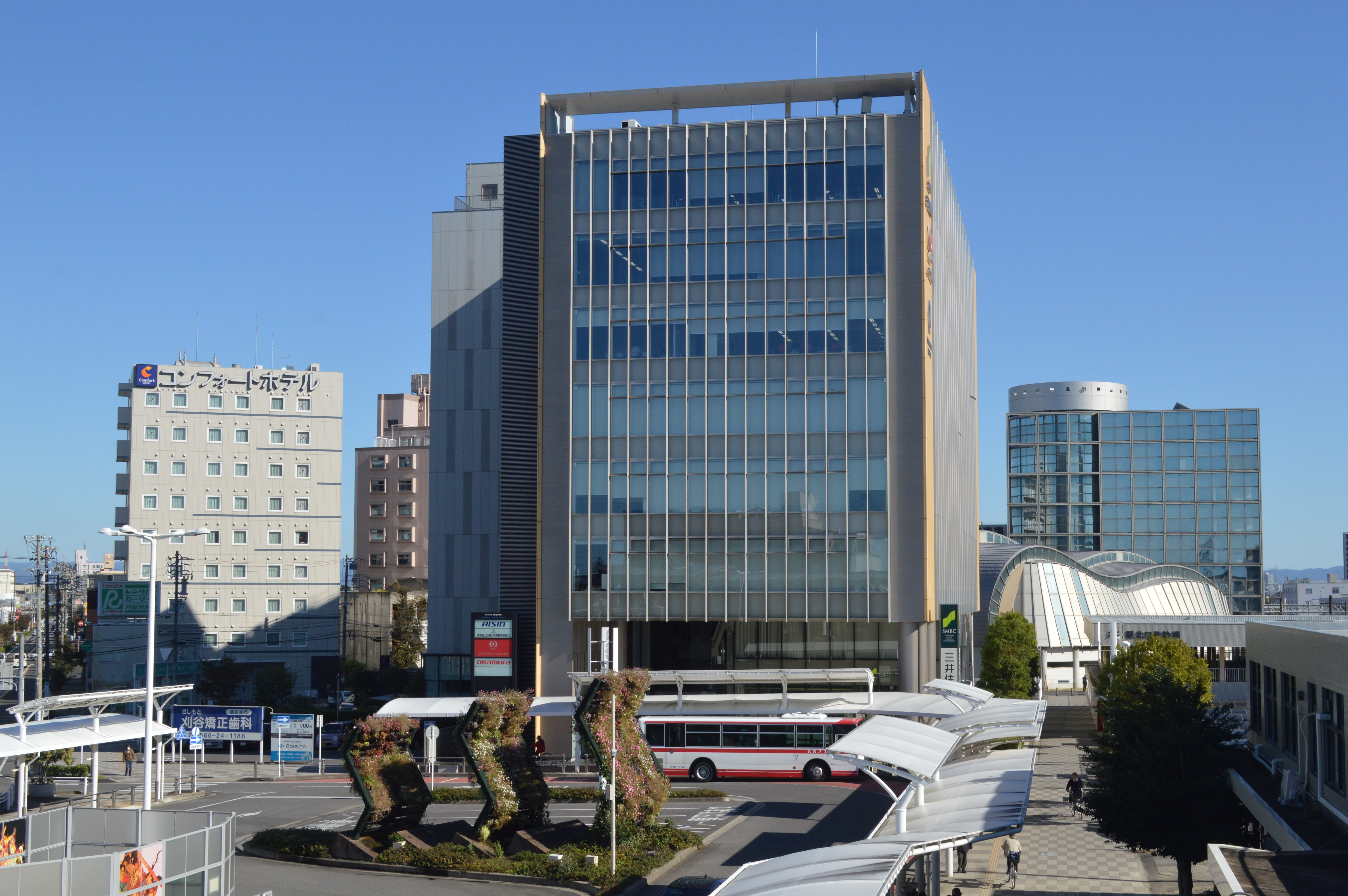
Квартал Айой

Айо́й (яп. 相生町, あいおいちょう, МФА: [ai̯oi̯ t͡ɕoː]) — квартал утворений 1956 року. Колишня складова кварталу Андзьо. 1962 року відкрито парк Айой.